# Хойффель, Янош
Я́нош (Иоганн) Хо́йффель (венг. Heuffel János, нем. Johann Heuffel; 1800—1857) — венгерский врач и ботаник.

## Биография
Янош Хойффель родился 29 декабря 1800 года в городе Модерн (ныне — Модра, Словакия). Учился в Венском и Будапештском университетах, в 1826 году получил степень доктора медицины. С 1827 года занимался врачеванием, в свободное время исследуя флору Прикарпатья и Балканского полуострова.
В 1829 году Хойффель получил назначение на должность главного врача комитата Крашшо (Караш, Румыния). С 1853 года он работал частным врачом в Лугоше.
22 сентября 1857 года Янош Хойффель скончался в Лугоше.
Хойффель был членом множества европейских научных обществ.
Гербарий Хойффеля был приобретён Лайошом Хайнальдом и в настоящее время находится в Венгерском национальном музее (BP).

## Некоторые научные работы
- Heuffel, J. Enumeratio plantarum in Banatu Temesiensi. — Vindobonae, 1858. — 204 p.
- Heuffel, J. Fragmenta monographiae Caricum hungariae (неопр.) // Linnaea. — 1863. — Т. 31. — С. 658—728.

## Роды растений, названные в честь Хойффеля
- Heuffelia Opiz, 1845, nom. nov. [= Carex L., 1753]
- Heuffelia Schur, 1866, nom. illeg. [= Helictotrichon Besser, 1827]